# Dienis Bojarincew
Dienis Konstantinowicz Bojarincew (ros. Дени́с Константи́нович Боя́ринцев, ur. 6 lutego 1978 w Moskwie) – piłkarz rosyjski grający na pozycji bocznego pomocnika.

## Kariera klubowa
Bojarincew pochodzi z Moskwy. Piłkarską karierę rozpoczął w tamtejszym małym klubie Smena Moskwa. W 1995 roku zadebiutował w jego barwach w Trzeciej Dywizji (odpowiednik IV ligi) i grał w tej drużynie przez 2 lata. W 1997 roku przeszedł do MIFI Moskwa i także występował na szczeblu IV ligi. W 1998 roku zmienił barwy klubowe i został zawodnikiem Nosty Nowotroick. Przez 2 lata wybiegał na boiska Drugiej Dywizji (odpowiednik III ligi), a w 2000 roku Nosta występowała już w Pierwszej Dywizji (odpowiednik II ligi), jednak spadła z niej na koniec sezonu.
W 2001 roku Bojarincew przeniósł się do Rubina Kazań. Z Rubinem dwukrotnie walczył o awans do Premier Ligi i sztuka ta udała się w 2002 roku. W Premier Lidze swój pierwszy mecz zaliczył 15 marca, a Rubin uległ na wyjeździe CSKA Moskwa 0:3. Zespół z Kazania był jednak rewelacją rozgrywek i zajął wysokie 3. miejsce kwalifikując się do Pucharu UEFA. Dienis stał się jednym z najlepszych bocznych pomocników w lidze i w 2004 roku wystąpił w europejskich pucharach.
W 2005 roku Bojarincewem zainteresowały się czołowe moskiewskie kluby, a zawodnik ostatecznie przeszedł do Spartaka Moskwa, wracając tym samym do rodzinnego miasta. W moskiewskim klubie zadebiutował 12 marca w przegranym 0:2 domowym spotkaniu z FK Moskwa. W Spartaku od początku sezonu wywalczył sobie miejsce w wyjściowej jedenastce i został z nim wicemistrzem kraju. W 2006 roku powtórzył to osiągnięcie, a także zadebiutował w fazie grupowej Ligi Mistrzów. W 2007 roku został kolejny raz wicemistrzem Rosji.
W 2008 roku Bojarincew przeszedł do beniaminka Premier Ligi, Szynnika Jarosław. W nowej drużynie swój debiut zaliczył 15 marca w zremisowanym 1:1 wyjazdowym meczu z CSKA Moskwa. Na koniec roku spadł z Szynnikiem do Pierwszej Dywizji i na początku 2009 roku powrócił do Spartaka, w którym grał przez sezon.
W 2010 roku Bojarincew został piłkarzem Saturna Ramienskoje, w którym zadebiutował 20 marca 2010 w zremisowanym 1:1 domowym spotkaniu z Sibirem Nowosybirsk. W 2011 roku po bankructwie Saturna odszedł do klubu Żemczużyna Soczi.
| Sezon   | Klub               | Kraj  | Rozgrywki        | Mecze | Bramki |
| ------- | ------------------ | ----- | ---------------- | ----- | ------ |
| 1995    | Smena Moskwa       | Rosja | Trzecia Dywizja  | 34    | 1      |
| 1996    | Smena Moskwa       | Rosja | Trzecia Dywizja  | 36    | 3      |
| 1997    | MIFI Moskwa        | Rosja | Trzecia Dywizja  | 35    | 3      |
| 1998    | Nosta Nowotroick   | Rosja | Wtoroj diwizion  | 32    | 6      |
| 1999    | Nosta Nowotroick   | Rosja | Wtoroj diwizion  | 28    | 5      |
| 2000    | Nosta Nowotroick   | Rosja | Pierwyj diwizion | 36    | 3      |
| 2001    | Rubin Kazań        | Rosja | Pierwyj diwizion | 29    | 6      |
| 2002    | Rubin Kazań        | Rosja | Pierwyj diwizion | 27    | 5      |
| 2003    | Rubin Kazań        | Rosja | Priemjer-Liga    | 28    | 7      |
| 2004    | Rubin Kazań        | Rosja | Priemjer-Liga    | 24    | 3      |
| 2005    | Spartak Moskwa     | Rosja | Priemjer-Liga    | 27    | 4      |
| 2006    | Spartak Moskwa     | Rosja | Priemjer-Liga    | 22    | 2      |
| 2007    | Spartak Moskwa     | Rosja | Priemjer-Liga    | 24    | 3      |
| 2008    | Szynnik Jarosław   | Rosja | Priemjer-Liga    | 27    | 6      |
| 2009    | Spartak Moskwa     | Rosja | Priemjer-Liga    | 19    | 0      |
| 2010    | Saturn Ramienskoje | Rosja | Priemjer-Liga    | 16    | 1      |
| 2011/12 | Żemczużyna Soczi   | Rosja | Pierwyj Diwizion | 18    | 2      |
| 2011/12 | Tom Tomsk          | Rosja | Priemjer-Liga    | 23    | 2      |
| 2012/13 | Torpedo Moskwa     | Rosja | Pierwyj Diwizion | 28    | 1      |
| 2013/14 | Torpedo Moskwa     | Rosja | Pierwyj Diwizion | 23    | 2      |

## Kariera reprezentacyjna
W reprezentacji Rosji Bojarincew zadebiutował 28 kwietnia 2004 roku w przegranym 2:3 towarzyskim spotkaniu z Norwegią. Był w szerokiej kadrze na Euro 2004, ale ostatecznie na ten turniej nie pojechał. Rywalizował także o miejsce w składzie "Sbornej", walczącej o awans do Euro 2008, jednak na turniej nie pojechał.